# Piramide natalizia

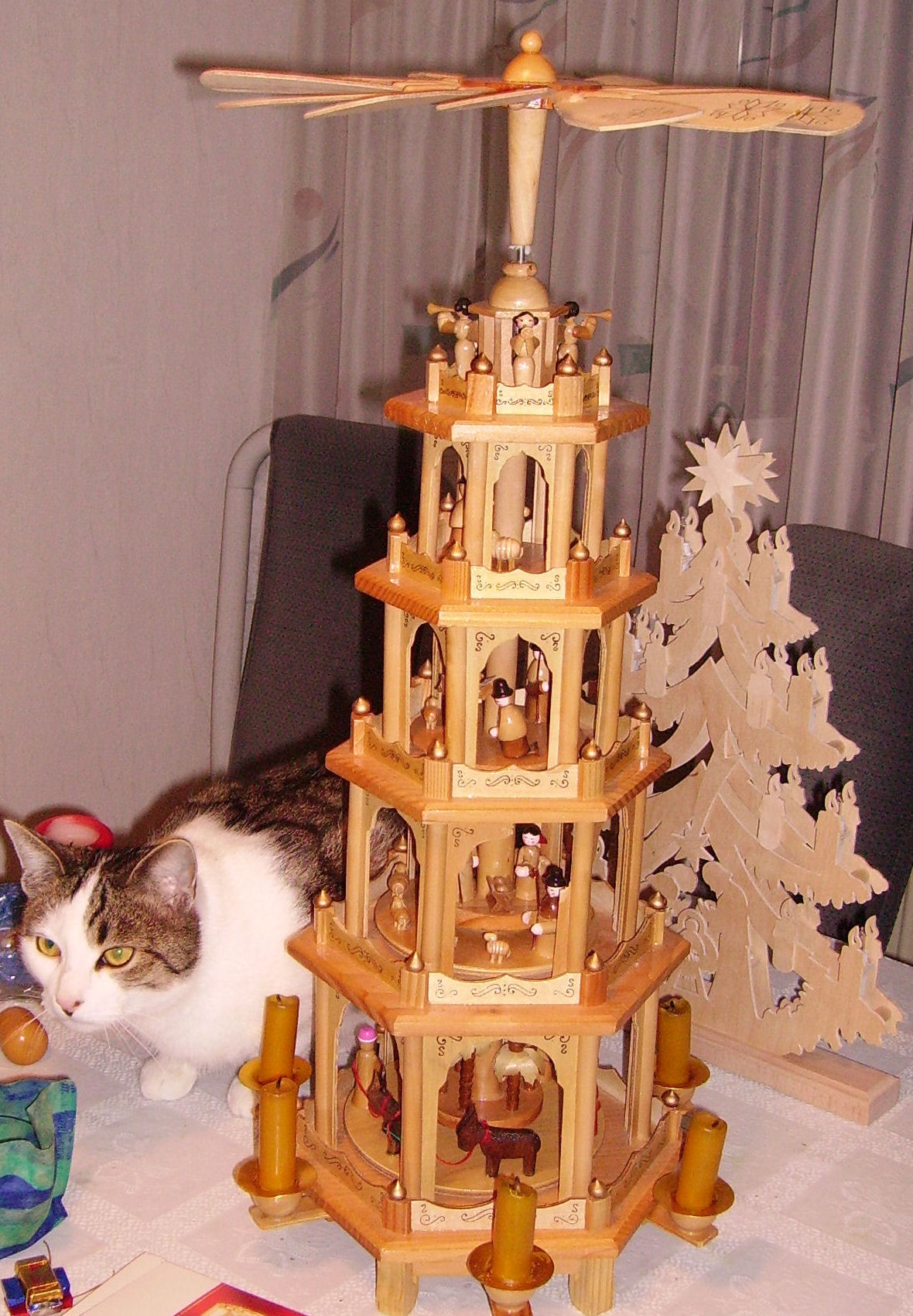
Una piramide natalizia

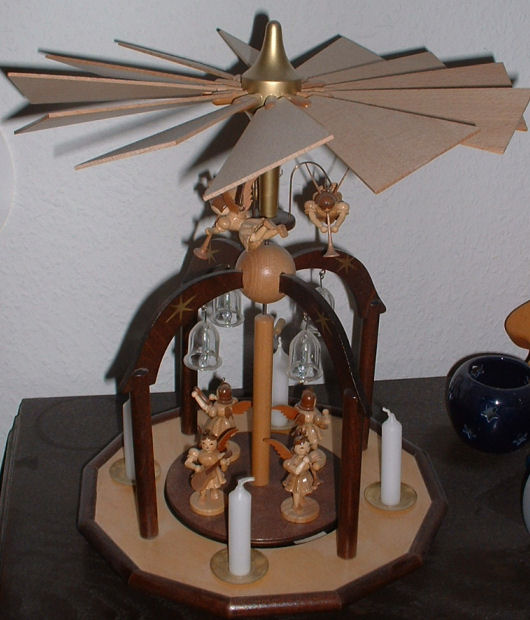
Altro esempio di piramide natalizia

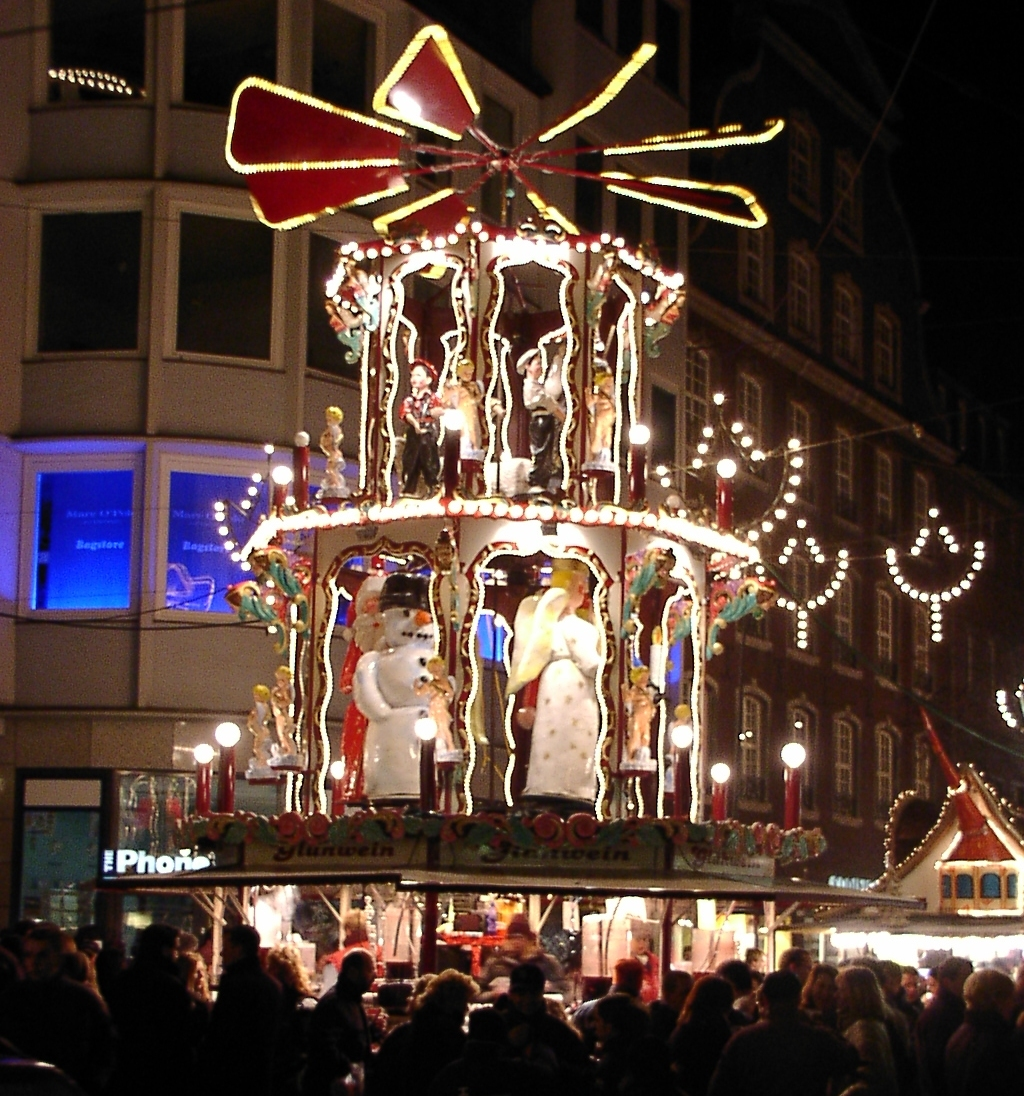
Una piramide natalizia a Düsseldorf

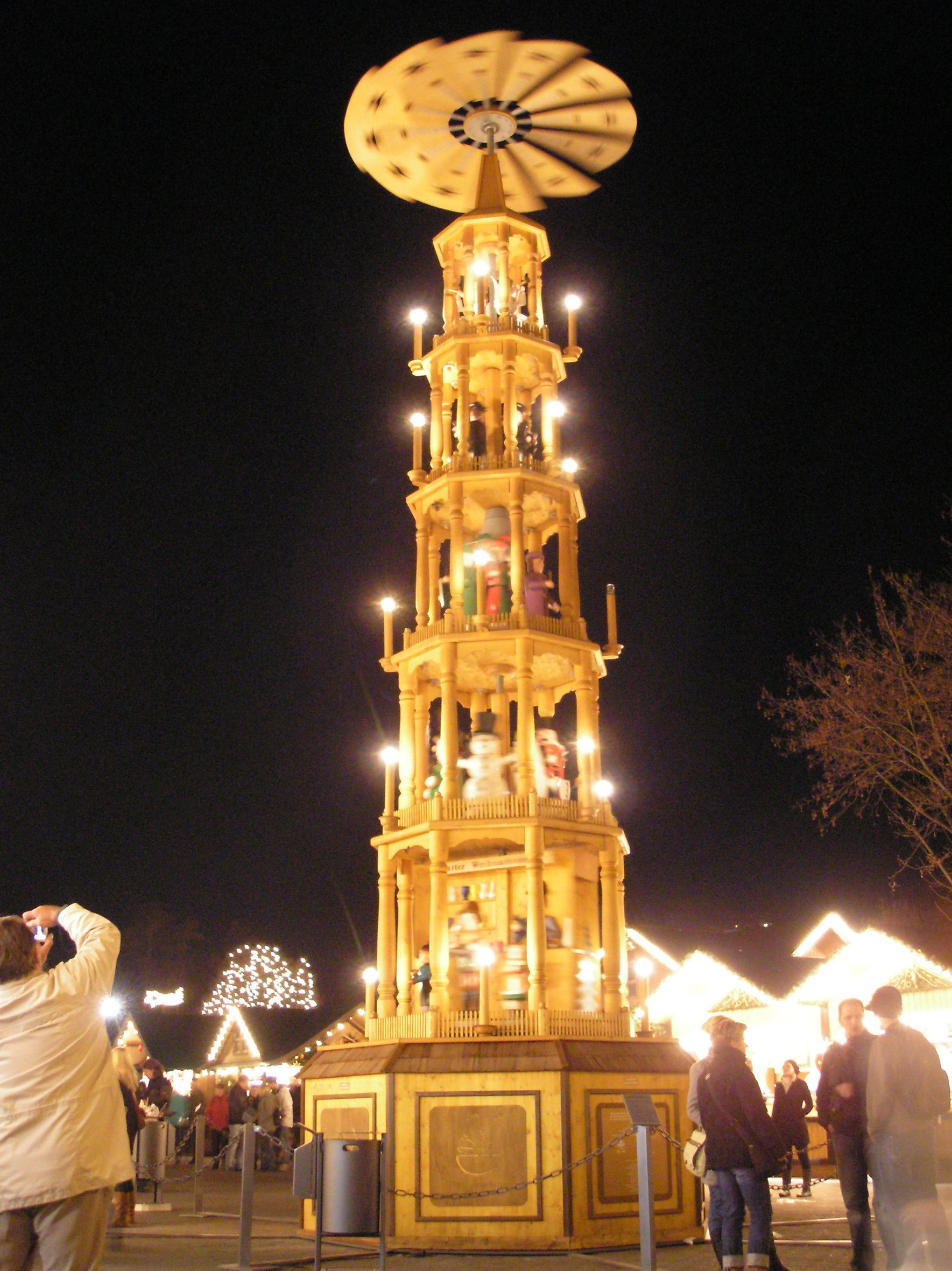
Una piramide natalizia ad Erfurt

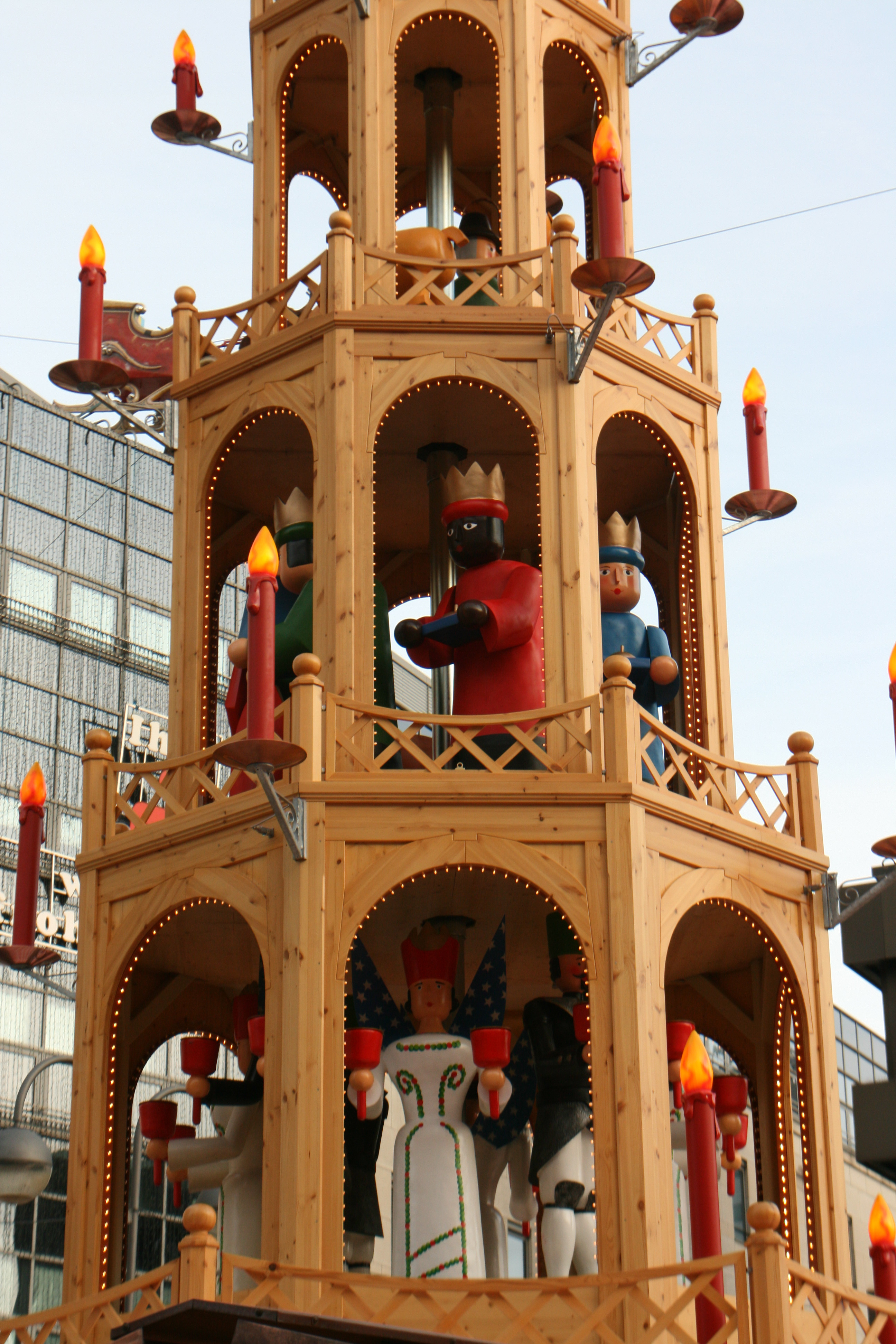
Una piramide natalizia a Bochum

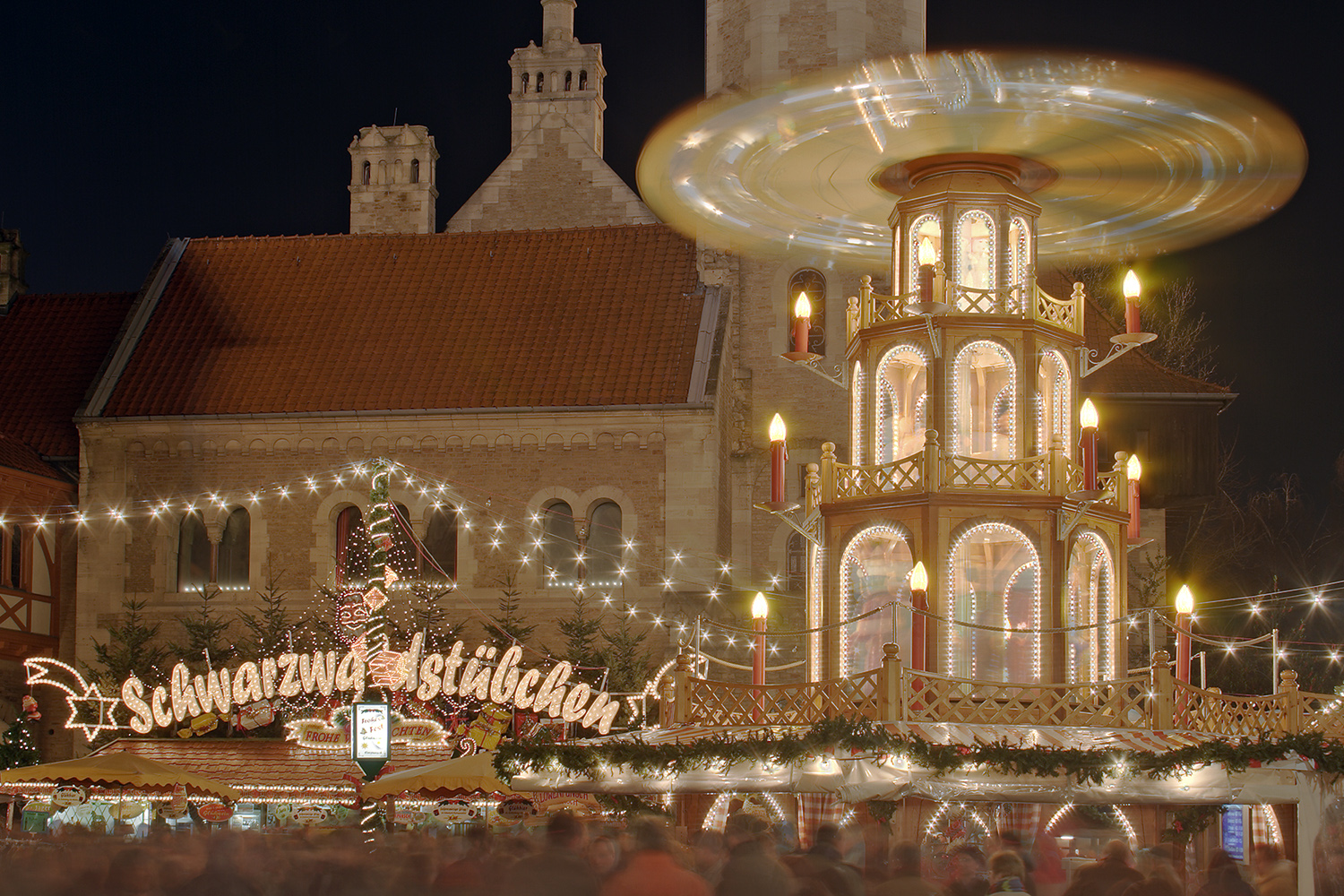
Una piramide natalizia a Braunschweig

La piramide natalizia o piramide di Natale (in tedesco: Weihnachtspyramide) è un elemento del folclore natalizio tedesco, che ha avuto origine nella sua forma attuale nel XVIII secolo nella zona dei Monti Metalliferi (Erzgebirge), ma popolare anche in altre zone della Germania, e che si ritrova solitamente in sostituzione dell'albero di Natale. La tradizione consiste nell'addobbare una piramide in legno con candele o luci, piante sempreverdi, carta multicolore, biscotti, immagini della Sacra Famiglia, ecc.; la struttura, che può assumere anche dimensioni notevoli se posta all'esterno delle abitazioni, è poi solitamente provvista di un'elica che fa girare le figure.
L'usanza si è diffusa anche negli Stati Uniti, tramite gli immigrati di origine morava, mentre una tradizione simile si riscontra anche nell'Inghilterra del XVIII e del XIX secolo.

## Storia
Come l'albero di Natale, anche la piramide natalizia trae origine dall'usanza medievale di appendere dei sempreverdi unita dall'usanza nord-europea ed est-europea di usare le luci come addobbo.
"Progenitore" dell'attuale piramide natalizia fu l'usanza, un sostegno in legno costituito da quattro livelli, che nella Germania del XVIII secolo veniva decorato con dei rami di piante sempreverdi e con delle luci. Simili strutture si ritrovavano in particolare nella zona di Dresda.
In seguito, nella zona dei Monti Metalliferi si iniziò ad aggiungervi alcuni elementi quali un palo interno al quale furono attaccati dei piatti con delle figure che rappresentavano personaggi della vita quotidiana. In cima alla struttura fu inserita un'elica che sfruttava l'aria calda rilasciata dalle candele per far girare le figure.
La struttura fu chiamata "piramide" perché alcune figure richiamavano quelle delle piramidi dell'Egitto, dove proprio in quel periodo Napoleone Bonaparte aveva condotto una campagna.
|  |